# Lotus E20
La Lotus E20 è un'automobile monoposto sportiva di Formula 1 costruita dal Lotus F1 Team, per partecipare al Campionato mondiale di Formula 1 2012.
La vettura è stata presentata il 5 febbraio 2012 a Enstone, Inghilterra, tramite un video diffuso su internet.
Il nome E20 si riferisce al fatto che questa è la ventesima vettura costruita nello stabilimento inglese di Enstone (da qui la "E" del nome), contando anche le monoposto realizzate da Toleman, Benetton e Renault.
La vettura è stata realizzata sotto la direzione tecnica di James Allison e del team principal Éric Boullier. È la prima vettura del team dopo il cambio di nome da Renault F1 a Lotus F1 Team, avvenuto alla fine del campionato 2011. La vettura è motorizzata Renault e verrà guidata dall'ex campione del mondo Kimi Räikkönen, che torna nella massima serie dopo due stagioni, e dal francese Romain Grosjean, campione nel 2011 della GP2; inoltre è stato designato come terzo pilota il belga Jérôme d'Ambrosio.

## Livrea e sponsor
La livrea è la stessa dell'anno precedente, quella storica della JPS Lotus: nero con una fascia color oro. Nella carrozzeria della vettura spiccano i loghi della Lotus e della Renault, mentre le parti esterne dei due alettoni e degli specchietti prendono il colore rosso dallo sponsor Total.
In occasione dei 500 Gran Premi della scuderia che, nel corso delle stagioni, ha assunto i nomi di Toleman, Benetton, Renault e, dalla stagione 2012, Lotus, la scuderia presenta una livrea speciale ispirata ad Angry Birds.

## Sviluppo
Per via del cambio di regolamento introdotto dal 2012 la scuderia, che nella stagione precedente aveva portato in pista una vettura caratterizzata da scarichi posizionati nella parte anteriore delle fiancate, è stata costretta a tornare ad una soluzione più convenzionale, posizionando i tubi di scarico nella parte posteriore della vettura. La scelta fu comunque anche giustificata dal sostanziale fallimento della soluzione sperimentata nel 2011. Sempre a causa dei nuovi regolamenti, che prevedono una riduzione dell'altezza massima consentita per il musetto, la vettura è caratterizzata da un evidente scalino nella parte anteriore, caratterizzato da una forma piuttosto scavata nella parte centrale.
La Lotus E20 fu sviluppata inizialmente con il sistema di correttori d'assetto; dopo due anni di studio tale sistema fece il debutto ai Young Driver Test 2011 sul Circuito di Yas. Il sistema utilizzava dei cilindri idraulici posti nel sistema frenante e nelle sospensioni, che consentono di fare degli aggiustamenti sull'altezza della vettura dal suolo durante la gara, offrendo stabilità maggiore in frenata.
La Federazione inizialmente considerò legale tale accorgimento, tanto che altri team come la Ferrari e la Williams inviarono loro proposte per l'inserimento sulle loro vetture di tale meccanismo, prima che lo stesso venisse bandito dalla FIA solo una settimana dopo.
La FIA affermò che il sistema violava l'articolo 3.15 del regolamento tecnico, che afferma che "nessun effetto aerodinamico può essere creato dal sistema delle sospensioni se non in maniera incidentale rispetto alla sua funzione primaria" e che "ogni elemento che influenza l'aerodinamica della vettura deve rimanere fisso rispetto al corpo della stessa".
La macchina è stata ulteriormente modificata dopo la seconda sessione di test a Barcellona, dopo che il team ha riscontrato anomalie nel comportamento della sospensione anteriore.

### Piloti
| Piloti ufficiali     | Piloti ufficiali  | Piloti ufficiali  |
| Nazione              | Nome              | Numero            |
| -------------------- | ----------------- | ----------------- |
| Finlandia (bandiera) | Kimi Räikkönen    | 9                 |
| Francia (bandiera)   | Romain Grosjean   | 10                |
| Collaudatori         |                   |                   |
| Nazione              | Nome              | Nome              |
| Belgio (bandiera)    | Jérôme d'Ambrosio | Jérôme d'Ambrosio |
| Estonia (bandiera)   | Kevin Korjus      | Kevin Korjus      |

## Stagione 2012

### Test
Lo shakedown della monoposto è avvenuto il 6 febbraio presso il Circuito di Jerez, con Kimi Räikkönen.

### Campionato
Nelle qualifiche del Gran Premio inaugurale in Australia Grosjean ottiene il terzo tempo, ma in gara sarà costretto al ritiro nel corso del primo giro per un incidente, mentre per il campione del mondo 2007 Räikkönen, al ritorno in Formula 1 dopo tre stagioni, il Gran Premio inizia male con l'eliminazione nella prima manche delle qualifiche, ma in gara rimonterà 11 posizioni portando a casa 6 punti.
In Malesia Räikkönen effettua il 5º tempo ma verrà arretrato di 5 posizioni per aver sostituito il cambio sulla sua vettura. In gara è autore di un'altra rimonta che lo porta dalla 10ª alla 5ª posizione, mentre Grosjean sconta il secondo ritiro di fila questa volta per un testacoda.
In Cina Grosjean si aggiudica i primi punti in carriera giungendo 6º e battagliando con Fernando Alonso fino alle ultime tornate, mentre Räikkönen, dopo essersi ritrovato 2° alle spalle di Nico Rosberg dopo appena due giri si ritrova 14º a causa di problemi alle gomme.
In Bahrain è la volta del primo podio con entrambe le macchine della scuderia inglese: Räikkönen, giunto 2º, effettua l'ennesima rimonta partendo dall'11ª posizione mentre Grosjean, giunto 3º alle spalle del compagno di squadra, effettua anche lui una rimonta recuperando 4 posizioni in gara.
Le gare successive hanno un buon andamento, in quanto vengono conquistati 7 podi (5 a opera di Raikkonen e due per Grosjean). Ad Abu Dhabi poi Räikkönen e la Lotus ottengono la prima ed unica vittoria stagionale. La Lotus termina la sua prima stagione in Formula 1 al 4º posto nettamente davanti alla Mercedes, con all'attivo 303 punti, una vittoria e altri 9 piazzamenti sul podio; ottimo bilancio anche per Räikkönen che, nell'anno del rientro in F1, si piazza 3º in classifica con 207 punti, con ben 19 risultati utili conquistati in 20 gare e senza aver collezionato nemmeno un ritiro nel corso della stagione, a dimostrazione della grande affidabilità della monoposto; meno positiva l'annata di Grosjean, solo 8º in classifica con 96 punti: il pilota francese è inoltre protagonista di alcuni errori e incidenti, in particolare quello al via del GP del Belgio che gli costa la squalifica nel successivo appuntamento a Monza, nel quale viene sostituito da Jerome d'Ambrosio.

## Risultati F1
| Anno | Team          | Motore              | Gomme | Piloti     |     |     |    |   |   |     |   |     |   |    |   |     |    |   |    |   |   |     |   |     | Punti | Pos. |
| ---- | ------------- | ------------------- | ----- | ---------- | --- | --- | -- | - | - | --- | - | --- | - | -- | - | --- | -- | - | -- | - | - | --- | - | --- | ----- | ---- |
| 2012 | Lotus F1 Team | Renault RS27 2.4 V8 | P     | Räikkönen  | 7   | 5   | 14 | 2 | 3 | 9   | 8 | 2   | 5 | 3  | 2 | 3   | 5  | 6 | 6  | 5 | 7 | 1   | 6 | 10  | 303   | 4º   |
| 2012 | Lotus F1 Team | Renault RS27 2.4 V8 | P     | Grosjean   | Rit | Rit | 6  | 3 | 4 | Rit | 2 | Rit | 6 | 18 | 3 | Rit | ES | 7 | 19 | 7 | 9 | Rit | 7 | Rit | 303   | 4º   |
| 2012 | Lotus F1 Team | Renault RS27 2.4 V8 | P     | d'Ambrosio |     |     |    |   |   |     |   |     |   |    |   |     | 13 |   |    |   |   |     |   |     | 303   | 4º   |

| Legenda | 1º posto     | 2º posto | 3º posto    | A punti         | Senza punti/Non class.  | Grassetto – Pole position Corsivo – Giro più veloce |
| Legenda | Squalificato | Ritirato | Non partito | Non qualificato | Solo prove/Terzo pilota | Grassetto – Pole position Corsivo – Giro più veloce |